# Tyske mulatbørn
|  | Flytteforslag Denne side er foreslået flyttet til [[:{{{1}}}\|{{{1}}}]]. Klik her for at se flytteforslaget. |

Tyske mulatbørn er børn af tyske kvinder og sorte amerikanske soldater.
Andre ord for de tyske mulatbørn er:
- Mischlingskinder (blandingsbørn)
- Negermischling (negerblanding)
- Besatzungskinder (besætningsbørn)
- Amikinder (amerikaner-børn)
- Afrodeutscher (afrotysker)
- Brown babies

Mødrene blev kaldt ting som 'Negerhure’ (negerluder) eller 'Ami-flittchen' (amerikaner-luder).

## Historien om børnene
Efter 2. Verdenskrig var såkaldte "interracial" forhold stadig ulovligt i mange delstater i USA, men de udsendte sorte måtte gerne være sammen med hvide.
Det var langt fra velset at få et blandetracebarn i Tyskland, selvom den nazistiske ideologi om racerenhed var slut. I Sydtyskland, hvor katolicismen er mere udbredt, blev de mere ildeset, da de var født uden for ægteskab. Mulatbørnene blev ofte sendt til udlandet grundet “deres besynderlige race”, som tyskerne ikke mente kunne passe ind i det tyske samfund.
I løbet af de første 10 år blev der født ca. 5000 mulatbørn. Et andet studie[kilde mangler] viser, at der blev født op mod 100.000 børn af tyske kvinder og udenlandske soldater, men hvor mange af dem er mulatbørn, siger studiet ikke noget om.
Det amerikanske militær gjorde, hvad de kunne for at adskille soldaterne fra kvinderne, før de kunne etablere sig som familie. Det gjorde militæret enten ved at flytte soldaterne til en anden tysk base eller flytte dem hjem. 
I Tyskland så man mulatbørn som dummere og mere temperamentsfulde end andre. Det var også fremhævet, at de blev mødt med fjendtlighed i Vesttyskland, så de kunne faktisk være i fare i Tyskland. Der var historier om, at de kvinder, der var mor til mulatbørn, ikke fik rationsmærker, så de måtte sulte. Da det første mulatbarn nåede skolealderen, blev der sat projekter i gang for at bekæmpe racisme og tage afstand til nazismen i Tyskland.

### Adoptioner til Danmark
Der blev bortadopteret mange mulatbørn til Danmark, fordi der var meget lang kø adoption af danske børn, da ugifte kvinder i Danmark beholdte deres børn. Det var blevet mere moralsk accepteret at være enlig mor, og på grund af velfærdsstaten var det også blevet nemmere.
De, der var kasseret som danske adoptivforældre, kunne få et mulatbarn. De danske adoptivforældre fik plejetilladelse til at hente børnene hjem og søgte derefter om adoptionstilladelse. Nogle så det som en humanitær hjælp til mulatbørn, og andre ville tage afstand fra nazisterne.
I perioden fra 1950 til 1970 blev der adopteret ca. 3000 mulatbørn til Danmark. Mange var illegale, så der findes ingen retvisende statistik. Der var stor risiko for, at mulatbørnene endte i dårlige hjem på grund af den illegale proces.